# 国鉄1275形蒸気機関車

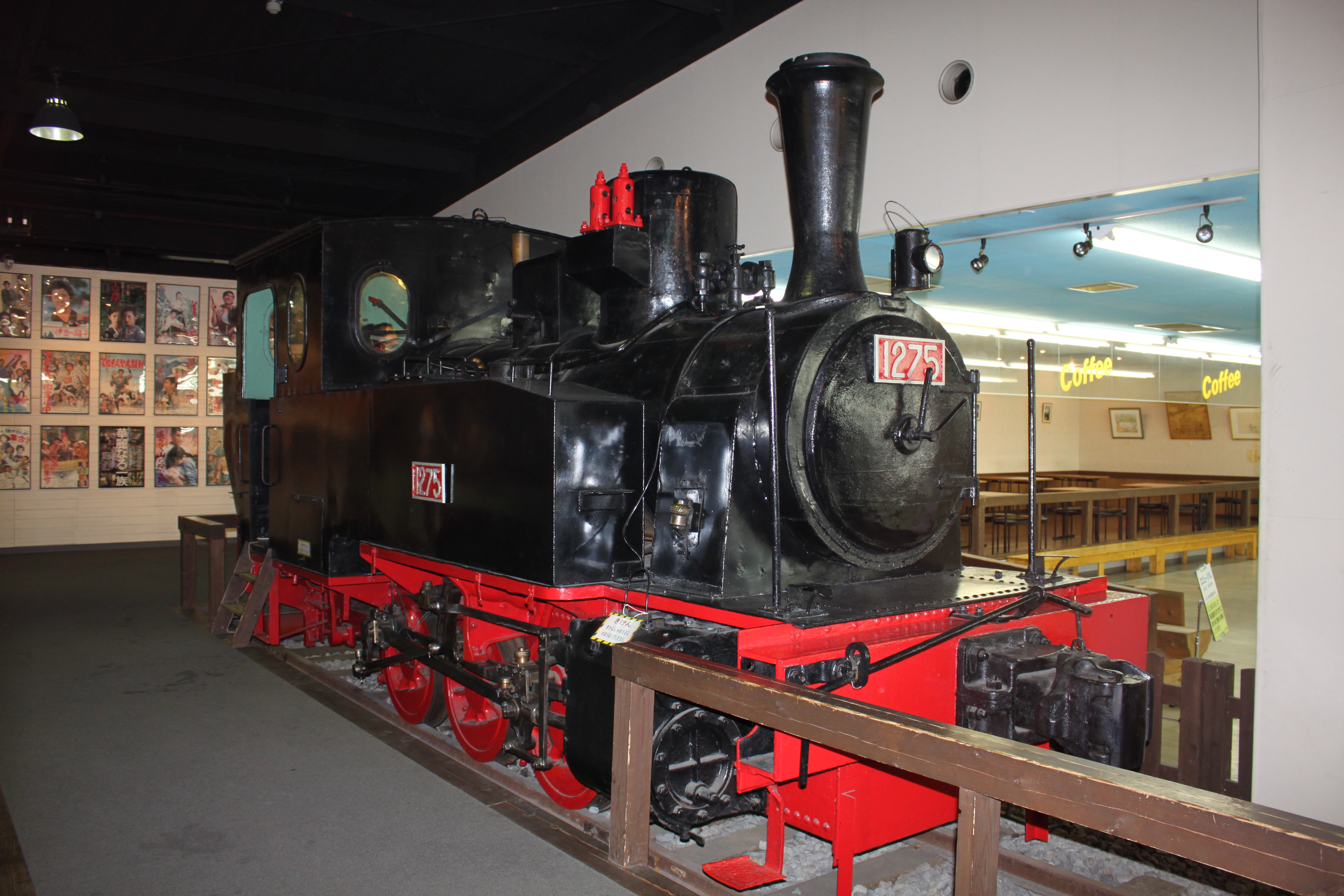
新金谷駅前の「プラザロコ」で保存されている1275

1275形蒸気機関車（1275がたじょうききかんしゃ）は、かつて日本国有鉄道の前身である鉄道省に在籍したタンク式蒸気機関車である。

## 概要
元は、新潟臨港（のちの新潟臨港開発。現在のリンコーコーポレーション）が1924年（大正13年）の開業用にドイツのオーレンシュタイン・ウント・コッペルで3両を製造した、車軸配置0-6-0 (C) のサイド・ウェルタンク式機関車である。1922年（大正11年）に2両（1, 2。製造番号10313, 10312）、1923年（大正12年）に1両（3。製造番号10590）が製造され、A形と称した。1941年（昭和16年）に新潟臨港開発が国有化されたのに伴い、同年9月1日付で鉄道省籍を得たものである。その際、1275形 (1275 - 1277) が付与された。
1275は、1943年（昭和18年）7月に日本ステンレス直江津工場に払い下げられ、同社の1となった。信越本線の黒井駅と同工場を結ぶ3 kmの路線での貨物輸送や入換作業に使用された。1970年（昭和45年）3月にディーゼル機関車が運用を開始したことにより、同年3月31日付で廃車となった。しかし、貴重な存在であったため、1971年（昭和46年）10月に大井川鉄道（現・大井川鐵道）が購入した。同月21日に日本ステンレス直江津工場から搬出され、同25日に大井川鉄道へ搬入された。新金谷車両区で動態復元工事を受け、同年11月14日に本機+クラウス17+2109の三重連で、千頭 - 川根両国間の側線のミニSL列車牽引機として、運用を開始した。1975年（昭和50年）にはNHKのテレビドラマ『坊っちゃん』のロケ用に伊予鉄道1号機に似せて改装が行われたが、のちに原形に復した。ミニSL列車は1989年（平成元年）11月26日をもって運行を終了。その後、新金谷車両区で全般検査を受け、同区で構内試運転が行われたが、1997年（平成9年）4月29日に新金谷駅前の「プラザロコ」へ移され、静態保存機となった。
1276と1277については浜川崎駅に移り、終戦時は日本鋼管川崎製鉄所に貸与されていた。その後国有鉄道に戻ったが、1948年（昭和23年）に廃車・解体された。
本形式は、コッペルの規格型機関車で、140 HP（固定軸距）1,800 mm形といわれ、新潟臨港の外に阿波電気軌道（のちの阿波鉄道）へ同形機が1両入っている。その状況は、次のとおりである。これらの他に軌間762 mmの同形機が両備軽便鉄道（のちの鉄道省ケ217形・ケ240形）や朝鮮森林鉄道、西鮮殖産鉄道に計10両入っている。
- 1922年（2両）
  - 製造番号10312 - 新潟臨港鉄道 2 → 鉄道省 1276
  - 製造番号10313 - 新潟臨港鉄道 1 → 鉄道省 1275 → 日本ステンレス 1 → 大井川鉄道
- 1923年（2両）
  - 製造番号10590 - 新潟臨港鉄道 3 → 鉄道省 1277
  - 製造番号10662 - 阿波電気軌道 8 → 鉄道省 8（ア5形）

## 阿波電気軌道
阿波電気軌道（のちの阿波鉄道）へは1923年製の1両が入線し、5形 (8) として使用された。1933年（昭和8年）7月、国有化によって、鉄道省籍となった。国有化後の形式は1580形が予定されたが、結局阿波鉄道時代の形式に「ア」を付加した変則的なア5形となり、番号は8のままであった。国有化後はあまり使用されず、1937年（昭和12年）12月に廃車となった。

## 主要諸元
鉄道省1275形の諸元を記す。（新潟臨港鉄道竣工図）
- 全長：6,998 mm
- 全高：3,325 mm
- 全幅：2,235 mm
- 軌間：1,067 mm
- 車軸配置：0-6-0 (C)
- 動輪直径：830 mm
- 弁装置：ワルシャート式
- シリンダー（直径×行程）：310 mm×400 mm
- ボイラー圧力：12.4 kg/cm2
- 火格子面積：0.72 m2
- 全伝熱面積：42.6 m2
  - 煙管蒸発伝熱面積：39.2 m2
  - 火室蒸発伝熱面積：3.4 m2
- 小煙管（直径×長サ×数）：45 mm×2,400 mm×117本
- 機関車運転整備重量：21.46 t
- 機関車空車重量：17.16 t
- 機関車動輪上重量（運転整備時）：25.40 t
- 機関車動輪軸重（各軸均等）：7.15 t
- 水タンク容量：2.85 m3
- 燃料積載量：1.02 t
- 機関車性能
  - シリンダ引張力：4,880 kg
- ブレーキ装置：手ブレーキ、蒸気ブレーキ